# Rustam Šaripov
Rustam Chalimdžanovyč Šaripov (ukrajinsky: Рустам Халімджанович Шаріпов; 2. června 1971, Dušanbe) je bývalý ukrajinský gymnasta narozený v Tádžikistánu. Na olympijských hrách v Atlantě roku 1996 vyhrál závod na bradlech. Krom toho má dvě olympijské medaile ze závodu družstev - na hrách v Barceloně roku 1992 bral týmové zlato spolu s družstvem Sjednoceného olympijského týmu, který byl slepen v situaci právě se rozpadajícího Sovětského svazu, a na hrách v Atlantě vybojoval s ukrajinským družstvem bronz. Na bradlech se v roce 1996 stal rovněž mistrem světa, na šampionátu v San Juanu. Dva roky předtím bral na stejném nářadí v Brisbane stříbro. V roce 1996 se stal na bradlech taktéž mistrem Evropy, má též titul evropského šampiona na hrazdě z roku 1992. Po skončení závodní kariéry se stal trenérem, nejprve na Oklahomské univerzitě, posléze na Univerzitě v Ohiu.